# Юрюр
Юрюр (фр. Youryour) — деревня в Чаде, расположенная на территории региона Тибести. Входит в состав департамента Восточное Тибести. Население составляют представители субэтнической группы теда народа тубу.

## География
Деревня находится в северо-западной части Чада, в центральной части плоскогорья Тибести, на высоте 1020 метров над уровнем моря.
Юрюр расположен на расстоянии приблизительно 1041 километра к северо-северо-востоку (NNE) от столицы страны Нджамены. Ближайшие населённые пункты: Бардаи, Доге, Йодохи, Сердеге, Селей, Зуи, Тиеборо.
Климат деревни характеризуется как аридный жаркий (BWh в классификации климатов Кёппена).

## Транспорт
Ближайший аэропорт расположен в городе Бардаи.